# Trichonta fusciventris
Trichonta fusciventris är en tvåvingeart som beskrevs av Van Duzee 1928. Trichonta fusciventris ingår i släktet Trichonta och familjen svampmyggor.
Artens utbredningsområde är Kalifornien. Inga underarter finns listade i Catalogue of Life.